# Nationaal park Cradle Mountain-Lake St Clair
Het Nationaal park Cradle Mountain-Lake St Clair, met in haar centrum Cradle Mountain, is veruit het populairste Nationale Park in Tasmanië (Australië), maar tegelijkertijd ook het meest geïsoleerde en wildste. Het 161.000 ha. grote park bevat eveneens Lake St. Clair, een 200m diep glaciaal meer, het diepste in het Zuidelijk halfrond. In het park ligt Mount Osa (1.617 m) de hoogste berg van Tasmanië, een variatie aan landschappen: bergmeren, oerbos, watervallen, heidevelden en regenwoud, de Cradle Mountain (1.545 m).
Het nationaal park bevindt zich in de Centrale hoogtes van Tasmanië, 165 km ten noordwesten van de stad Hobart. Er zijn veel wandelroutes in het park, en het is ook waar de trektochten over de bekende Overland Track meestal beginnen. Belangrijkste trekpleisters zijn Cradle Mountain en Barn Bluff in het noordelijke deel, Mount Pelion East, Mount Pelion West, Mount Oakleigh en Mount Ossa in het midden en Lake St Clair in het zuidelijke deel van het park. Het park is deel van het Werelderfgoedgebied “Tasmaanse wildernis”.

## Toegang en prijs
Toegang aan de zuidelijke kant (Lake St. Clair) is meestal vanaf Derwent Brug op de Lyell snelweg. Aan het noorden (Cradle Valley) is meestal via Sheffield, Wilmot of Mole Creek. Een minder gebruikte toegang is via het “Arm rivier pad”, aan de oostkant.
In 2005 werd er voor de Tasmaanse parken een reservatiesysteem en toegangsprijs ingevoerd voor het gebruiken van het “Overland Track” tijdens het hoogseizoen. Initieel was de toegangsprijs 100 Australische dollar, maar deze prijs is opgetrokken tot 160 dollar in 2011. Het geld dat zo verzameld wordt gaat naar de organisatie van de parkwacht, onderhoud van de paden, parkgebouwen en de huur van helikopters voor het transport van afval van de toiletten en hutten in het park.

## Ontwikkeling
De Tasmaanse regering staat ontwikkeling toe in de nationale parken en gebieden voor natuurbehoud. Er is al een principeakkoord voor het bouwen van een ecologisch vakantiepark in Pumphouse Point bij Lake St Clair.

## Flora
Het Cradle Mountain-Lake St Clair National Park is een belangrijke regio voor inheemse soorten van Tasmanië. 40-55% van de alpine flora komt enkel hier voor. Bovendien komt 68% van de soorten die geregistreerd zijn in de hogere regenwouden van Tasmanië in dit park voor. De alpine vegetatie van het park is zeer divers en is voor het grootste deel ontsnapt aan de bosbranden waaronder de omringende gebieden zwaar te lijden hebben gehad.

## Fauna
In het park zijn vele diersoorten te vinden, waaronder de wallaby, wombat, mierenegel, Tasmaanse duivel, possum, buidelmarter, het vogelbekdier, de Tasmaanse doornsnavel, Tasmaanse struiksluiper en de Tasmaanse honingeter.

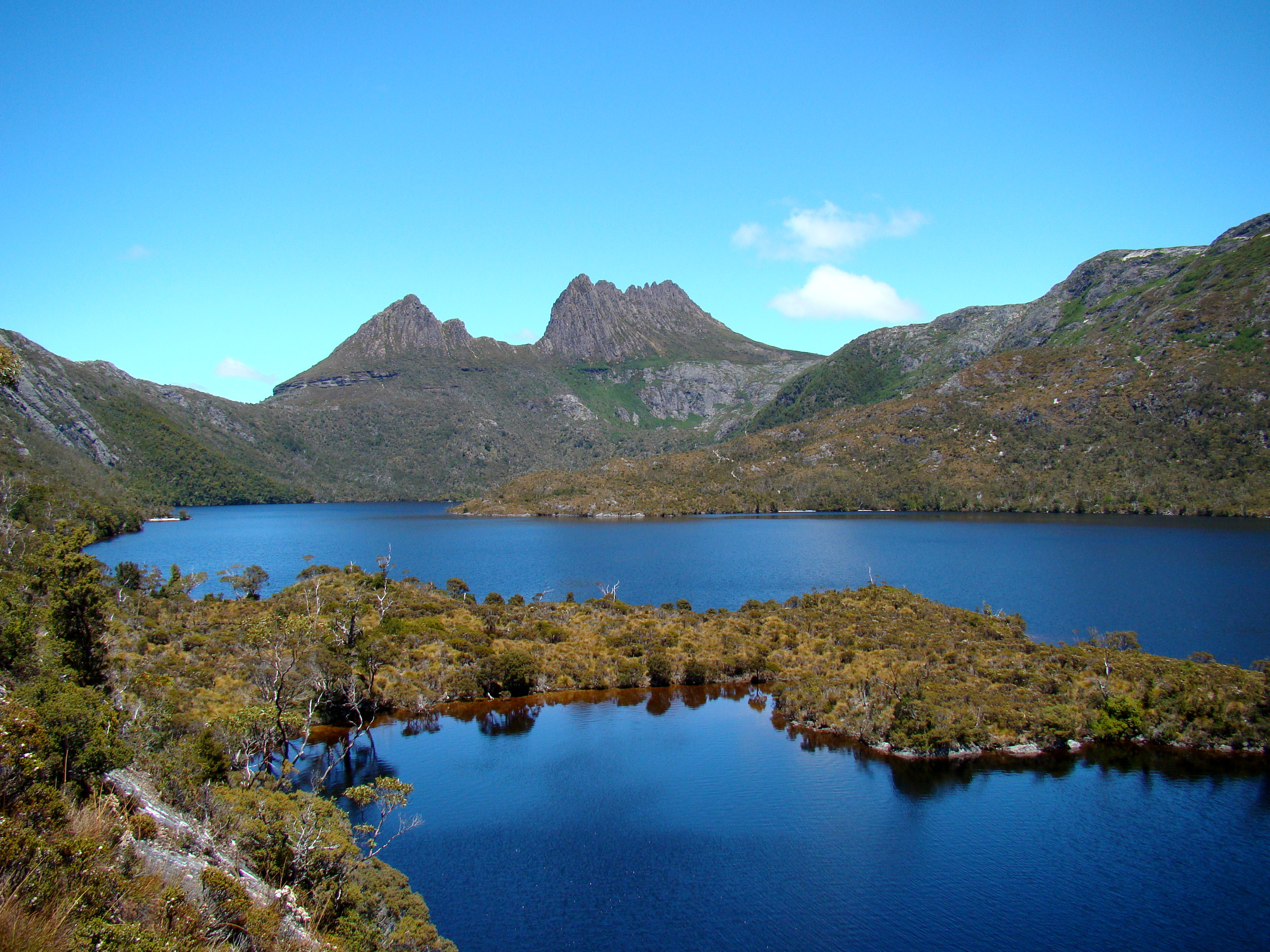
Cradle Mountain achter het Dove Lake
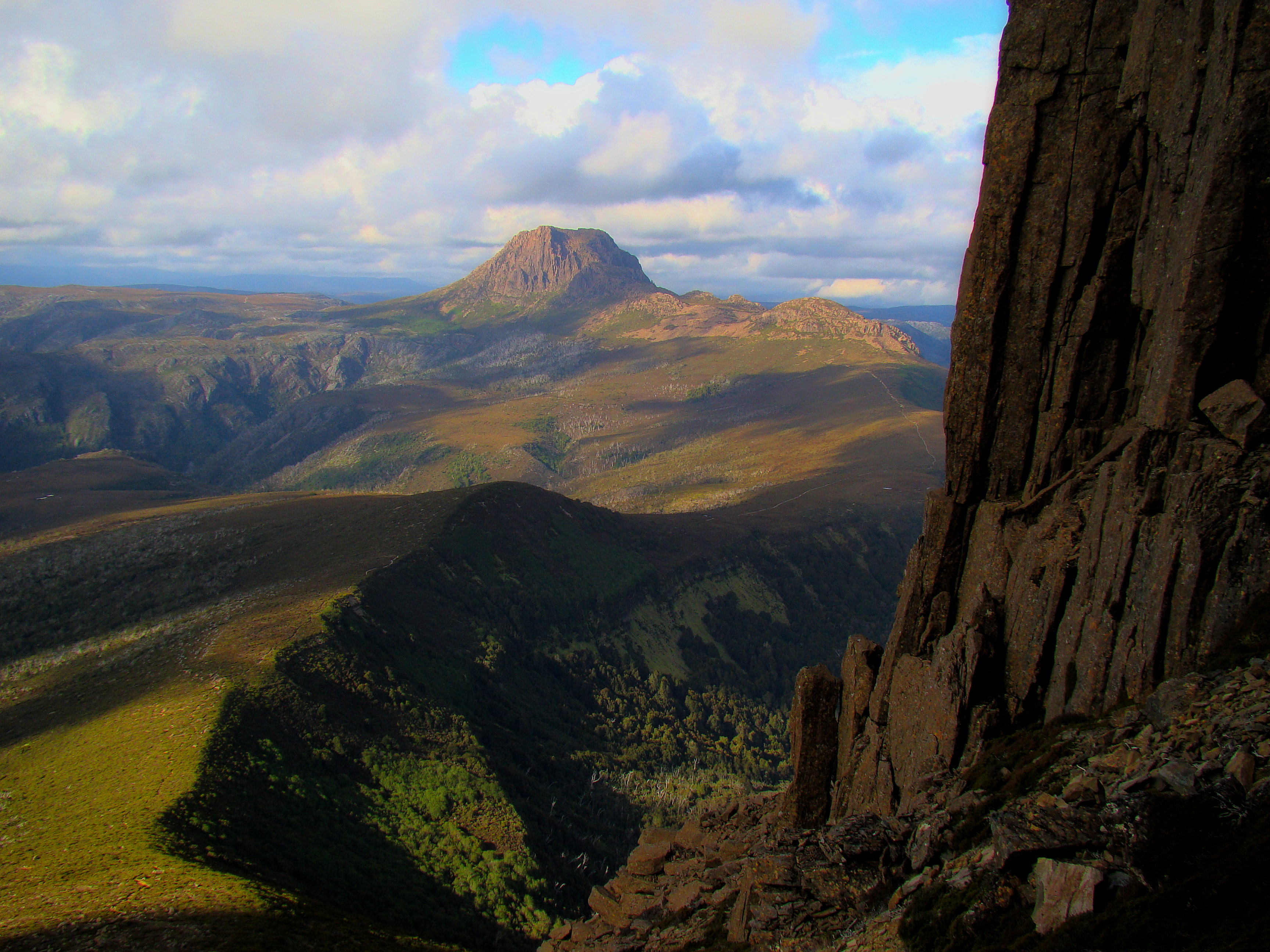
Cradle Mountain gezien vanaf de Barn Bluff
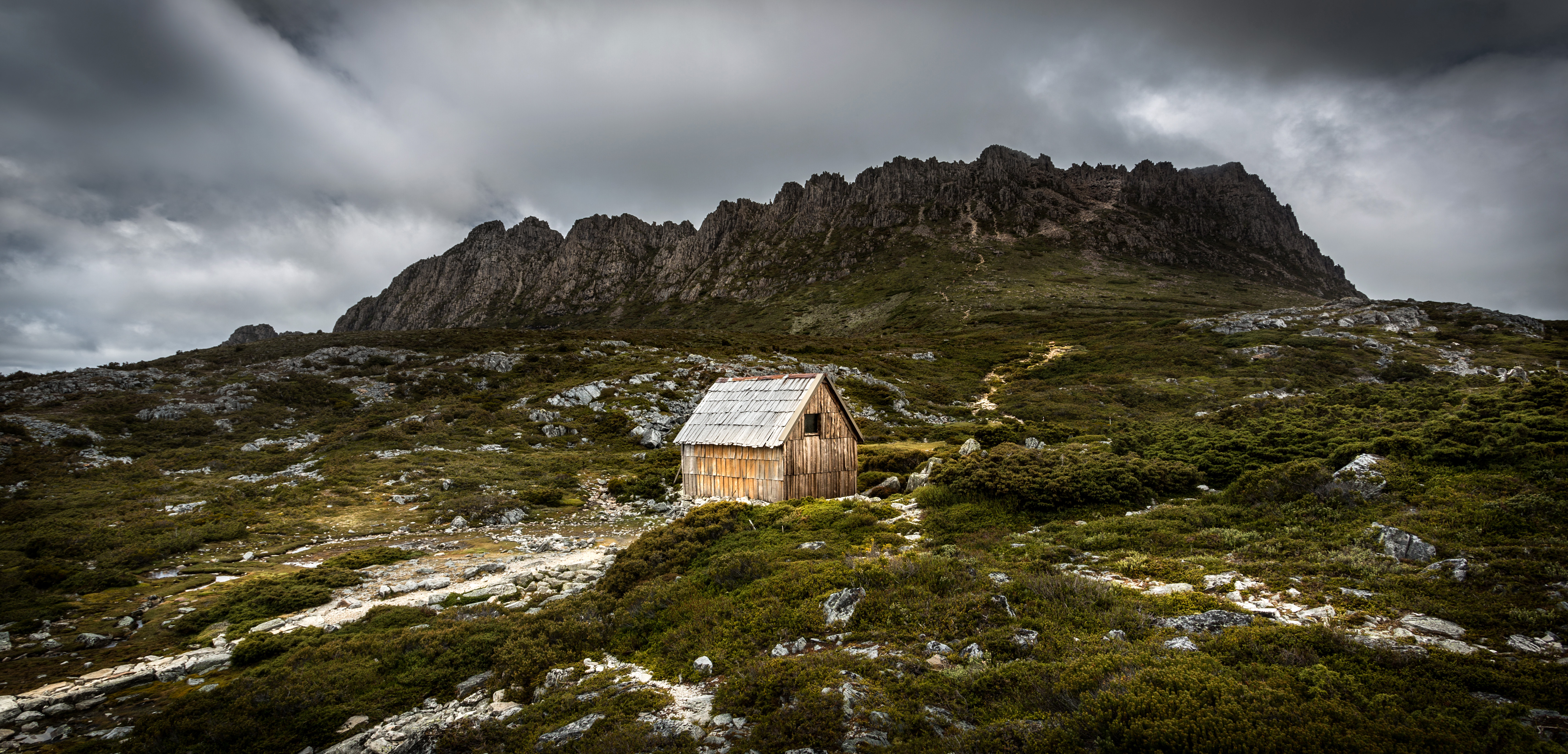
Top van de Cradle Mountain

Ben Lomond · 
Cradle Mountain-Lake St Clair · 
Douglas-Apsley · 
Franklin-Gordon Wild Rivers · 
Freycinet · 
Hartz Mountains · 
Kent Group · 
Maria Island · 
Mole Creek Karst · 
Mount Field · 
Mount William · 
Narawntapu · 
Rocky Cape · 
Savage River · 
South Bruny · 
Southwest · 
Strzelecki · 
Tasman · 
Walls of Jerusalem
Nationale parken in: AUS · NSW · NT · QLD · SA · TAS · VIC · WA